# Anne Saint-Mor
Anne Saint-Mor est une comédienne française, née le 7 mai 1944. Elle a joué au théâtre, dans des téléfilms, mais elle a eu aussi une activité de metteur en scène et d'auteur dramatique. Elle a obtenu un 1er prix au Conservatoire national supérieur d'art dramatique de Paris en 1969.

## Théâtre

### Comédienne
- Les Caprices de Marianne d'Alfred de Musset (Marianne) ; mise en scène : Michel Hermon.
- Deirdre des Douleurs de J.M. Synge (Deirdre) ; mise en scène : Michel Hermon ; Théâtre de Plaisance, Paris.
- Le Grand Vizir de René de Obaldia (Hortense) ; mise en scène : Tun Deutsch ; Luxembourg.
- récital poétique en compagnie de Patrick Dewaere et de Dominique Morin. Casino de Saint-Georges
- Polyeucte de Pierre Corneille (Pauline) ; mise en scène : Georges Toussaint ; tournée en Europe.
- Andromaque de Jean Racine (Hermione) ; mise en scène : Claude Brosset ; Théâtre du Vieux Colombier, Paris.
- Angelo, tyran de Padoue de Victor Hugo (Catarina) ; mise en scène : Antoine Bourseiller ; Aix, Marseille, Arles, Festival de Baalbek.
- La Nuit des rois de William Shakespeare (Olivia) ; mise en scène : Denis Lorca ; Nouméa, Papeete.
- Doux oiseau de jeunesse de Tennessee Williams / Françoise Sagan ; mise en scène : André Barsacq ; Théâtre de l'Atelier, Paris.
- La Ménagerie de verre de Tennessee Williams (Laura) ; mise en scène : Marcel Lupovici ; Théâtre Chaptal, Paris.
- Le Cid de Pierre Corneille (Chimène) ; mise en scène : Loïc Vollard ; Orléans, Nantes...
- La Place Royale de Pierre Corneille ; mise en scène : Hubert Gignoux ; TEP, Paris.
- Ordalie de Mathieu Falla ; mise en scène : Francis Sourbié ; Festival d'Avignon.
- Adrienne Marthe Pélouagne de Mathieu Falla (Adrienne Marthe) ; mise en scène : Francis Sourbié ; Centre culturel de Compiègne.
- Le Misanthrope de Molière (Arsinoé) ; mise en scène : Patrick Bourgeois ; Théâtre du Gymnase, Marseille.
- L'Amour-Goût de Crébillon fils ; mise en scène : Eric Lorvoire ; Festival d'Avignon.
- Agnès de Dieu de John Pielmeir / Jean-Louis Curtiz (Dr Livingstone) : mise en scène : Anne Saint-Mor ; Théâtre Am Dierfgen, Luxembourg ; Théâtre d'Esch ; Théâtre du Tourtour, Paris, dirigé par Jean Favre.
- Solness le Constructeur d'Henrik Ibsen ; mise en scène : Jean-Claude Amyl ; Théâtre 13, Paris.
- Quand as-tu vu ma mère pour la dernière fois ? de Christopher Hampton ; mise en scène : Jean-Paul Galy ; Théâtre Clavel, Paris.

### Metteur en scène
- Agatha de Marguerite Duras ; Théâtre Municipal de Luxembourg ; Théâtre d'Esch-sur-Alzette.
- Petit déjeuner chez Desdémone de Janusz Krazinski ; Théâtre Municipal de Luxembourg.
- Agnès de Dieu de John Pielmeir ; Théâtre Am Dierfgen, Luxembourg ; Théâtre Le Tourtour, Paris, dirigé par Jean Favre.
- Credo d'Enzo Cormann ; Théâtre Am Dierfgen, Luxembourg.
- Le Retour au Désert de Bernard-Marie Koltès ; Théâtre Municipal de Luxembourg.
- Les Caprices de Marianne d'Alfred de Musset : Nouveau Théâtre Mouffetard, Paris, dirigé par Jean José Grammond ; Théâtre d'Esch-sur Alzette, dirigé par Philippe Noesen.

## Auteur dramatique
- Studio Macho ; TF1 ; réalisation : Roger Pradines.
- Le Choix de faire des bêtises ; France Culture

## Filmographie

### Télévision

#### Téléfilms
- 1970  : Lancelot du lac (la fée Vivianne) ; réalisation : Claude Santelli.
- 1971  : Romulus le Grand de Friedrich Dürrenmatt (la princesse Réa) ; réalisation : Marcel Cravenne.
- 1972  : Une vie de Pouchkine d'Henri Troyat (la sœur de Pouchkine) ; réalisation : Jean-Paul Roux.
- 1974  : L'Accusée de Michel de Saint Pierre (Carole Mansigny) ; réalisation Pierre Goutas.
- 1976  : La Lauzun de la Grande Mademoiselle (Marie-Thérèse d'Autriche) ; réalisation : Yves André Hubert.
- 1980  : La Tisane de Sarments d'après Joë Bousquet (Henriette) ; réalisation : Jean-Claude Morin.
- 1982  : Le chef de famille de Nina Companeez (La femme de Clarence) ; réalisation : Nina Companeez
- 1983  : La Clé (Elisabeth) ; réalisation : Jacques Cornet.
- 1987  : L'heure Simenon (épisode : Le fils Cardinaud) (La belle-mère) de Gérard Mordillat